# Symphonie no 2 de Glazounov
Pour les articles homonymes, voir Symphonie no 2.
La Symphonie no 2 opus 16 en fa dièse mineur est une symphonie du compositeur russe Alexandre Glazounov. Composée en 1886 et dédiée à Liszt, elle a été créée à Paris le 29 juin 1889 sous la direction du compositeur.

## Analyse de l'œuvre
Elle comporte quatre mouvements:
1. Andante maestoso allegro
2. Andante
3. Allegro vivace
4. Intrada : Andantino sostenuto - Finale : Allegro

Durée: 43-45 minutes